# Список самых высоких зданий Барселоны
Ниже представлен список зданий города Барселона (Каталония, Испания) высотой 100 и более метров, таковых на 2017 год насчитывается 16 штук. Самые высокие здания города — Отель Артс и Torre Mapfre, имеющие высоту по 154 метра — оба они были возведены в рамках подготовки к Олимпийским играм-1992.
В список включены уже построенные здания, а также здания, чьё строительство ещё не завершено, но они уже достигли своей максимальной расчётной высоты. Из указанных ниже шестнадцати небоскрёбов семь были построены в 2000-х годах, пять — в 2010-х и по два — в 1970-х и 1990-х годах. С 1970 по 1992 год в Барселоне не было возведено ни одного здания высотой более 100 метров. Большинство небоскрёбов Барселоны являются гостиницами.

## Список
Сортировка по убыванию высоты. В столбце «Высота» указана архитектурная высота, то есть без антенн, флагштоков, громоотводов и прочих легко демонтируемых конструкций. Знак равенства = после порядкового номера означает, что здания имеют одинаковую высоту с точностью до 0,1 м.
| № п/п | Название                                 | Фото | Высота, м | Надземных этажей | Год окончания строительства | Примечания, ссылки |
| ----- | ---------------------------------------- | ---- | --------- | ---------------- | --------------------------- | --- |
| 1=    | Отель Артс                               |      | 154       | 44               | 1994                        | Одна из самых высоких, дорогих и комфортабельных гостиниц Европы. 11-е по высоте здание Испании (наряду с Torre Mapfre, стоящим рядом). |
| 1=    | Torre Mapfre                             |      | 154       | 40               | 1992                        | 11-е по высоте здание Испании (наряду с отелем «Артс», стоящим рядом).                                                                  |
| 3     | Башня Агбар                              |      | 144,4     | 33               | 2004                        | 14- е по высоте здание Испании. |
| 4     | Habitat Sky                              |      | 115,2     | 31               | 2008                        | Также известно под названием Hotel Melia Barcelona Sky.                                                                                 |
| 5     | Hotel Porta Fira                         |      | 112,7     | 26               | 2010                        | |
| 6     | Torre Realia BCN                         |      | 111,5     | 24               | 2009                        | |
| 7=    | Edificio Colón                           |      | 110       | 28               | 1970                        | |
| 7=    | Diagonal Zero Zero                       |      | 110       | 25               | 2011                        | |
| 9     | Принцесса Барселоны                      |      | 109,2     | 26               | 2004                        | |
| 10    | Torre Puig                               |      | 109       | 22               | 2014                        | |
| 11=   | Hotel Hesperia Tower                     |      | 105       | 28               | 2006                        | |
| 11=   | Hotel Catalonia                          |      | 105       | 26               | 2012                        | |
| 13=   | Torre Werfen                             |      | 103,9     | 25               | 2009                        | |
| 13=   | Torre Inbisa                             |      | 103,9     | 25               | 2008                        | |
| 13=   | Oficines Illa Forum (Diagonal Mar i Cel) |      | 103,9     | 27               | —                           | |
| 16    | Hotel Torre Catalunya                    |      | 100       | 25               | 1970                        | Высота без шпиля составляет 80 метров.                                                                                                  |

## Самые высокие сооружения Барселоны
Следует помнить, что понятия «здание» и «сооружение» не тождественны.
1. Телебашня Кольсерола. Высота 288 метров, построена в 1992 году.
2. Дымовая труба ТЭС Besós V[исп.]. Высота 200 метров.
3. Церковь Саграда-Фамилия. Высота 172 метра. Сооружение постепенно строится с 1882 года по настоящее время.
4. Телебашня Монтжуик. Высота 136 метров, построена в 1992 году.
5. Torre Jaime I[исп.]. Высота 107 метров, построена в 1931 году. Является вторым по высоте пилоном канатной дороги[англ.] в мире; обслуживает «Канатную дорогу от порта»[исп.].